# Золльвит
Золльвит (нем. Sollwitt) — община в Германии, в земле Шлезвиг-Гольштейн.
Входит в состав района Северная Фризия. Подчиняется управлению Фиёль. Население составляет 301 человек (на 31 декабря 2010 года). Занимает площадь 10,95 км².
Официальным языком в населённом пункте, помимо немецкого, является севернофризский.